# Kenneth Casey
Pour les articles homonymes, voir Casey.
Kenneth Casey (10 janvier 1899 – 10 août 1965) est un compositeur, éditeur, auteur et enfant acteur américain.
Il est surtout connu comme parolier du standard de jazz, « Sweet Georgia Brown ».